# Маттео Ренці
Маттео Ренці (італ. Matteo Renzi; нар. 11 січня 1975, Флоренція, Тоскана, Італія) — італійський політик, прем'єр-міністр Італії у 2014–2016 роках. Перед тим мер Флоренції з 2009 року і лідер (національний секретар) Демократичної партії (ДП) з 2013 року. У 2004–2009 роках був президентом провінції Флоренція.

## Біографія
В юності був вожатим скаутського загону, редагував національний скаутський журнал Camminiamo Insieme. У 1999, закінчив факультет права у Флорентійському університеті. У середині 1990-х років, брав участь в діяльності комітетів на підтримку Романо Проді. Член Італійської народної партії від 1996 року, став керівником її провінційної організації в 1999 році. У 2002–2007 роках належав до партії «Маргаритка: Демократія — це свобода». Пізніше він був обраний президентом провінції Флоренція в 2004 році, вигравши 58,8 % голосів на виборах 12 червня 2004 року як кандидат від лівоцентристської коаліції (ставши наймолодшим президентом провінції в Італії). 9 червня 2009 виграв вибори мера Флоренції (47,6 % голосів), порівняно з 32 % Джованні Галлі.
14 лютого 2014 колишній прем'єр-міністр Енріко Летта на прохання нового лідера Демократичної партії подав у відставку. 17 лютого президент Джорджо Наполітано довірив Маттео Ренці сформувати новий уряд. Через чотири дні, Маттео Ренц оголосив запропонований склад уряду, до якого увійшли представники Демократичної партії, Нових правоцентристів, Союз центру і Громадянського вибору. Присяга нового прем'єр-міністра і його міністрів відбулася 22 лютого 2014.
5 грудня 2016 року Маттео Ренці визнав поразку на референдумі про парламентську реформу і оголосив про відставку.

## Сім'я
У 1999 році одружився з вчителькою Аньєзе Ландіні, у подружжя троє дітей: сини Франческо і Емануеле, дочка Естер.